# الغريرة (صباح)

تعديل مصدري - تعديل

الغريرة هي إحدى قرى عزلة صباح بمديرية صباح التابعة لمحافظة البيضاء، بلغ تعداد سكانها 1275 نسمة حسب تعداد اليمن لعام 2004.